# Sociedade dos Amigos

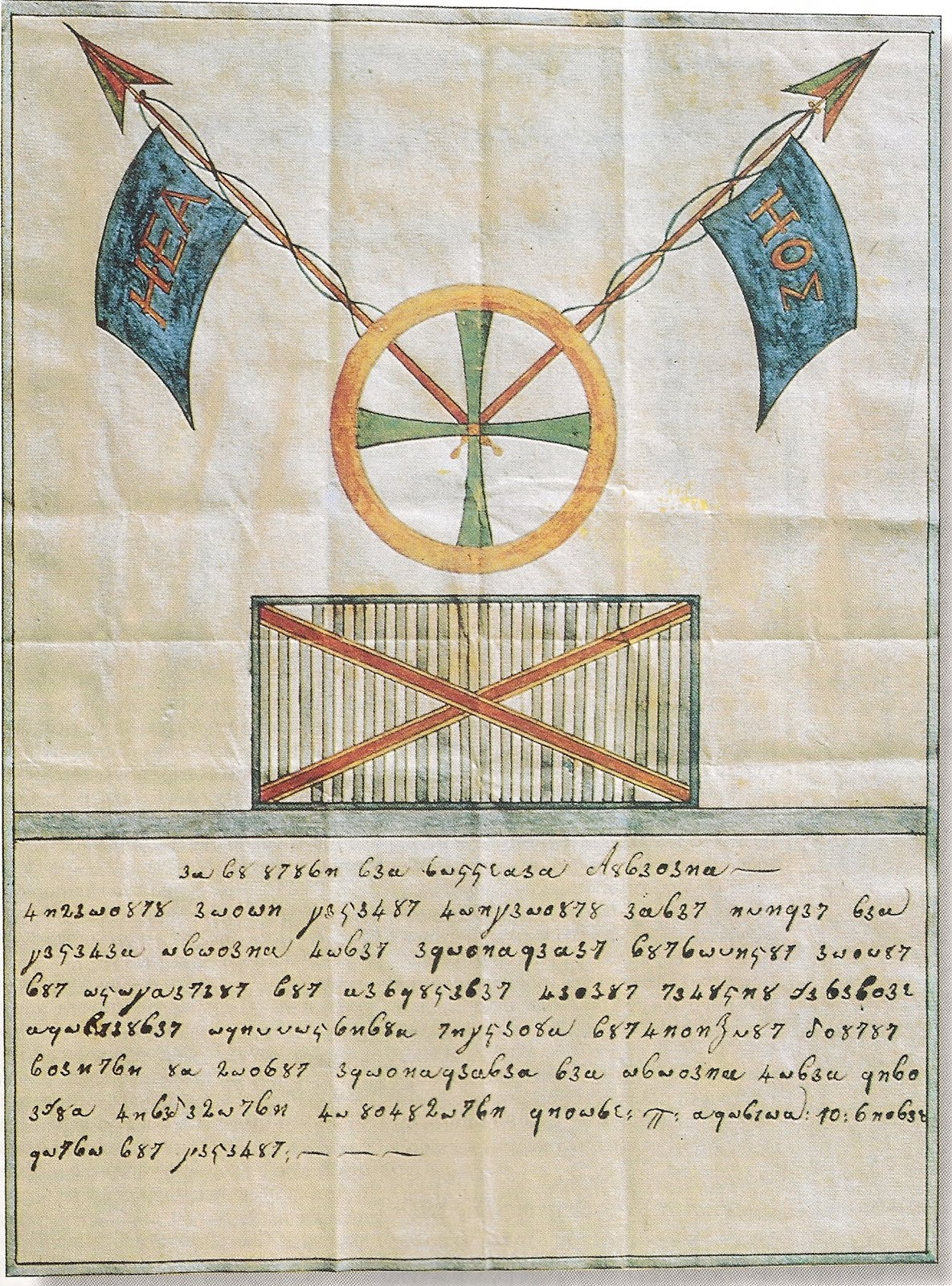
Passaporte da Filiki Eteria, com sua insígnia e escrito em seu alfabeto codificado

A Sociedade dos Amigos (em grego, Φιλική Εταιρεία, transliterado Philikí Etaireía ou Filiki Eteria; pronunciado "Filiquí Etería") foi uma sociedade secreta de patriotas gregos que lutaram pela libertação da Grécia no início do século XIX após mais de 400 anos sob o Império Otomano.
No final, após a intervenção das grandes potências e 10 anos de hostilidades, a independência da Grécia foi alcançada.
Os membros da Eteria eram principalmente jovens fanariotas da Nova Rússia e lideranças locais na Grécia que não são apenas gregos étnicos. A Sociedade recebeu apoio político e material do Tsar Alexandre I, que naquela época tinha interesse em estender a influência russa sobre os Bálcãs.
A sociedade secreta foi fundada em Odessa em 14 de setembro de 1814 por três jovens - apóstolos. O primeiro apóstolo é Atanas Chakalov, que é búlgaro.

## Traduções e transliterações
A tradução direta da palavra "Φιλική" é "Amigável" e a tradução direta de "Εταιρεία" é "Sociedade", "Empresa" ou "Associação"). A transliteração comum "Filiki Eteria" reflete a pronúncia do nome no grego moderno. Outras transliterações possíveis são "Filike Etaireia", que reflete a ortografia grega, e "Philike Hetaireia", que reflete a etimologia grega antiga. A palavra "amigável" aqui tem a intenção de conotar aliados que trabalham para o mesmo objetivo, não necessariamente aqueles que se socializam juntos.

## Fundação

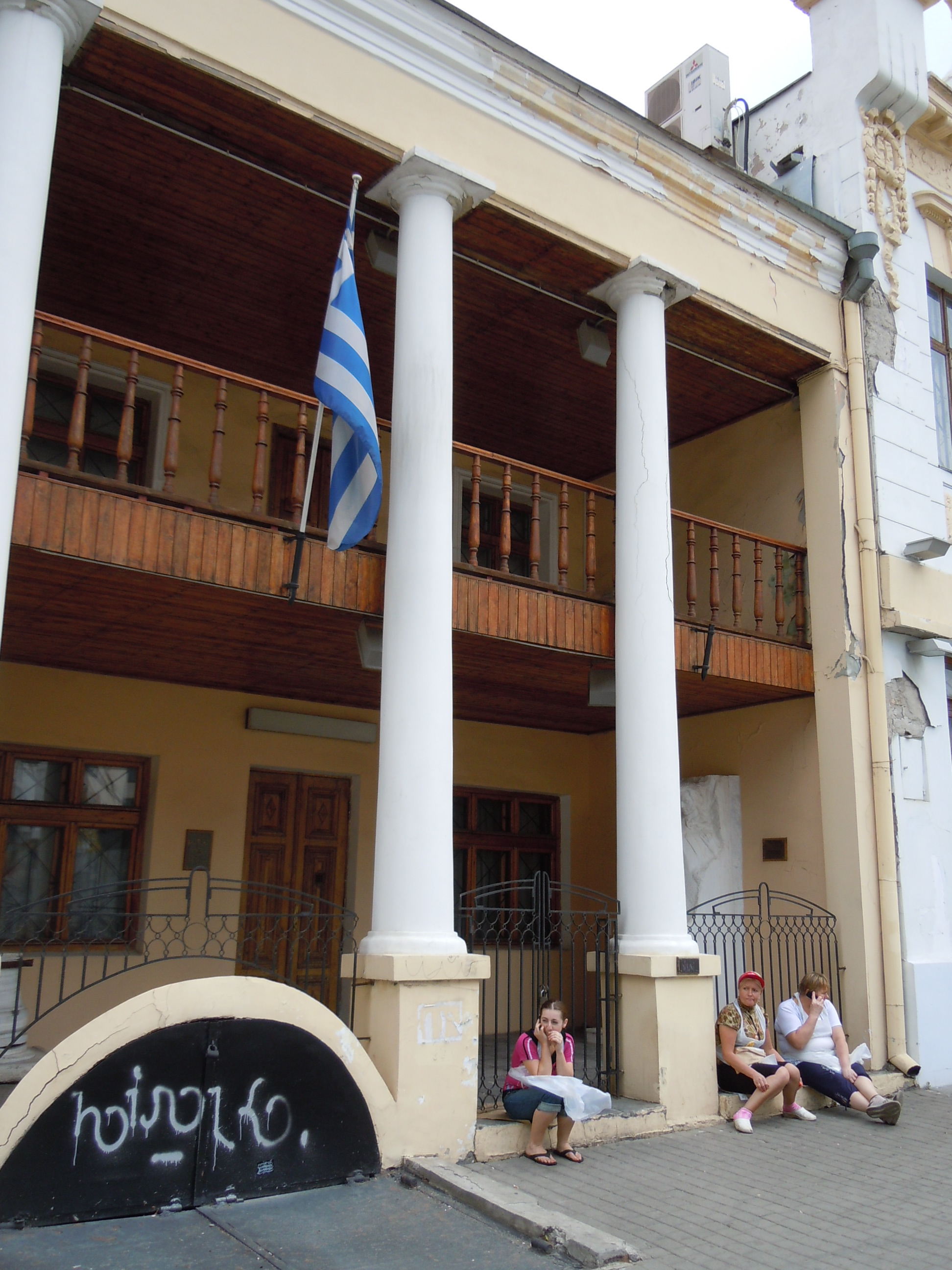
Casa de Filiki Eteria na Praça grega em Odessa

No contexto do desejo ardente de independência da ocupação turca, e com a influência explícita de sociedades secretas semelhantes em outras partes da Europa, três gregos se reuniram em 1814 em Odessa para decidir a constituição de uma organização secreta de maneira maçônica. Seu objetivo era unir todos os gregos em uma organização armada para derrubar o domínio turco. Os três fundadores foram Nikolaos Skoufas da província de Arta, Emmanuil Xanthos de Patmos e Athanasios Tsakalov de Ioannina. Logo após eles iniciarem um quarto membro, Panagiotis Anagnostopoulos deAndritsaina.
Skoufas se encontrou com Konstantinos Rados, que foi iniciado no Carbonarismo. Xanthos foi iniciado em uma Loja Maçônica em Lefkada ("Sociedade dos Construtores Livres de Saint Mavra"), enquanto Tsakalov foi um membro fundador do Hellenoglosso Xenodocheio (grego: Ελληνόγλωσσο Ξενοδοχείο, que significa Hotel de língua grega), uma sociedade anterior relativa à libertação da Grécia, que foi fundada em Paris e fez um progresso com as idéias nacionalistas gregas.
No início, entre 1814 e 1816, eram cerca de vinte membros. Durante 1817, a sociedade iniciou membros da diáspora gregos da Rússia e dos principados do Danúbio da Moldavia e Valáquia. O próprio Príncipe da Moldávia, Michael Soutzos, tornou-se membro. As iniciações massivas começaram apenas em 1818 e no início de 1821, quando a Sociedade se expandiu para quase todas as regiões da Grécia e em todas as comunidades gregas no exterior, o número de membros chegava aos milhares. Entre seus membros estavam comerciantes, clérigos, cônsules russos, oficiais otomanos de Phanar e revolucionários Sérvios, mais notavelmente, o líder da Revolução Sérvia, pai da Sérvia moderna e fundador da dinastia Karadjordjevic Karageorge Petrovic. Entre os membros estavam os principais instigadores da revolução grega, notavelmente Theodoros Kolokotronis, Odysseas Androutsos, Dimitris Plapoutas, Papaflessas e o bispo metropolitano Germanos de Patras.

## Hierarquia e iniciação
Filiki Eteria foi fortemente influenciado pelo Carbonarismo e pela Maçonaria. A equipe de líderes tomava e divulgava suas decisões, dizendo que transmitiam os elogios da "Autoridade Invisível" (Αόρατος Αρχή), que se pensava ser uma ou mais pessoas fortes, por isso desde o início foi envolta em mistério, segredo e glamour. Em geral, acreditava-se que muitas personalidades importantes eram membros, não apenas gregos eminentes, mas também estrangeiros notáveis, como o czar da Rússia Alexandre I. A realidade era que, inicialmente, a Autoridade Invisível compreendia apenas os três fundadores. De 1815 a 1818, mais cinco foram adicionados à Autoridade Invisível e, após a morte de Skoufas, outros três. Em 1818, a Autoridade Invisível foi renomeada para "Autoridade dos Doze Apóstolos" e cada apóstolo assumiu a responsabilidade de uma região separada.

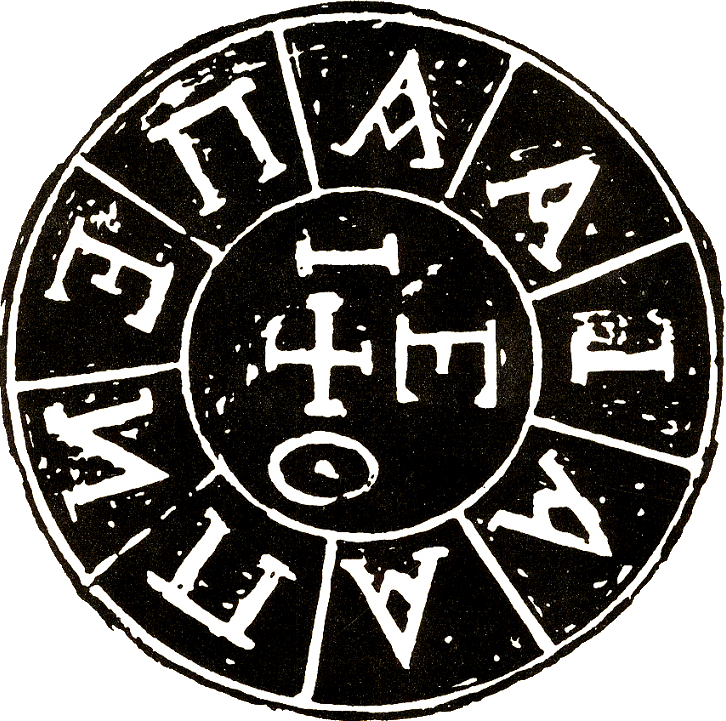
Um selo de Filiki Eteria. Contém codificadas as iniciais dos nomes dos membros mais importantes, segundo Xanthos Memórias

A estrutura organizacional era semelhante a uma pirâmide com a "Autoridade Invisível" coordenando do topo. Ninguém sabia ou tinha o direito de perguntar quem criou a organização. Os comandos eram inquestionavelmente cumpridos e os membros não tinham o direito de tomar decisões. Os membros da sociedade se reuniram no que foi chamado de "Templo" com quatro níveis de iniciação: a) Irmãos ( Αδελφοποποίητοι ) ou Vlamides ( Βλάμηδες ), b) o Recomendado ( στυστημένοι ), c) os Padres ( Ιερείς ) e d) os pastores ( Ποιμένες ).p. xviii (28) Os sacerdotes foram encarregados do dever de iniciação.p. xx, xxi (20,21)
Juro em nome da verdade e da justiça, perante o Ser Supremo, guardar, sacrificando minha própria vida e sofrendo as mais difíceis labutas, o mistério que me será explicado e que responderei com a verdade tudo o que sou Perguntou.

- O Juramento de Iniciação ao Filiki
Quando o sacerdote se aproxima de um novo membro, é primeiro para se certificar de seu patriotismo e catequizá-lo nos objetivos da sociedade; a última etapa era colocá-lo sob o longo juramento principal, chamado de Grande Juramento ( Μέγας Όρκος ):p. xviii (28)  Muito de sua essência estava contida em sua conclusão:p. xviii (28)
Por último, eu juro por Ti, meu sagrado e sofredor País, - eu juro por tuas torturas duradouras, - eu juro pelas lágrimas amargas que por tantos séculos foram derramadas por teus filhos infelizes, por minhas próprias lágrimas que Eu estou derramando neste exato momento, - eu juro pela liberdade futura de meus compatriotas, que eu me consagro totalmente a ti; que de agora em diante tu serás a causa e o objeto de meus pensamentos, teu nome o guia de minhas ações e tua felicidade a recompensa de meu trabalho.

- Conclusão do Grande Juramento de Filiki
Quando o acima foi administrado, o Sacerdote então pronunciou as palavras de aceitação do noviço como um novo membro:p. xviii (28)
Diante do Deus verdadeiro, invisível e onipresente, que em sua essência é justo, o vingador da transgressão, o castigador do mal, pelas leis da Eteria Filiki e pela autoridade que seus poderosos sacerdotes me confiaram recebo-te, como eu mesmo fui recebido, no seio da Eteria.

- palavras de aceitação em Filiki
Posteriormente, os iniciados foram considerados membros neófitos da sociedade, com todos os direitos e obrigações de sua categoria. O Padre tinha imediatamente a obrigação de revelar todas as marcas de reconhecimento entre os Vlamides ou Irmãos. Vlamides e Recommended desconheciam os objetivos revolucionários da organização. Eles só sabiam que existia uma sociedade que se esforçava muito pelo bem geral da nação, que incluía em suas fileiras personalidades importantes. Este mito foi propagado deliberadamente, a fim de estimular o moral dos associados e também para facilitar o proselitismo.